# Lapporten
Lapporten (que en sueco quiere decir: "La puerta de Laponia") o también llamado Tjuonavagge, es un valle en forma de U, localizado en la región de Laponia, en el extremo norte del país europeo de Suecia, que constituye uno de los monumentos naturales más conocidos de las montañas de esa región. El valle limita al suroeste por el monte Nissuntjårro (1.738 m) y al noreste por el Tjuonatjåkka (1.554 m). En el centro del valle se encuentra el lago Čuonjájávri, a 950 metros sobre el nivel del mar. El terreno es fácil de caminar, pero no tiene un sendero marcado. Lapporten está registrado en el sitio Natura 2000.